# Schuppenfichten
Die Schuppenfichten (Athrotaxis), auch Tasmanische Zedern genannt, sind die einzige Pflanzengattung in der Unterfamilie Athrotaxidoideae innerhalb der Familie der Zypressengewächse (Cupressaceae).
Der botanische Name leitet sich ab von zwei griechischen Wörtern: athros = gedrängt stehend, und taxis = Stellung, es nimmt Bezug auf die Zapfenschuppen oder auf die Blätter.

## Verbreitung
Schuppenfichten sind nur in den temperierten Regenwäldern von Tasmanien beheimatet.

## Beschreibung
Die Schuppenfichten sind immergrüne Bäume; sie erreichen eine Wuchshöhe von 10 bis 30 (selten 40) m und Stammdurchmesser von 1,0 bis 1,5 (bis 2) m. Die Borke löst sich in dünnen, langen Streifen ab. Sie haben dicke ausladende Zweige. Die dicken schuppenförmigen Blätter sind alle gleichgeformt und sind 3 bis 14 mm lang.
Die Schuppenfichten sind einhäusig (monözisch). Die kätzchenförmigen männlichen Zapfen stehen einzeln. Die kugel- bis eiförmigen weiblichen Zapfen werden aus spiralig stehenden Zapfenschuppen aufgebaut, die bei der Reife verholzen. Die Zapfenschuppen sind dreieckig geformt und haben einen kurzen Stiel. An der Basis jeder Zapfenschuppe entwickeln sich meist 3 bis 5 Samenanlagen, die auf einem Querwulst stehen. Die länglichen Samen weisen zwei gleichgeformte, schmale Flügel auf. Die Samenreife erfolgt innerhalb eines Jahres. Die Samen werden über den Wind ausgebreitet. Die Keimlinge bilden zwei Keimblätter (Kotyledonen).

## Nutzung
Das Holz ist lange haltbar und wurde früher in Tasmanien viel genutzt, die Arten sind aber heute zu selten, um abgeholzt zu werden. Beispielsweise wurden daraus Schindeln zum Dachdecken hergestellt.
In Gebieten mit viel Niederschlägen, mit milden Wintern und kühlen Sommern, wie auf den Britischen Inseln, an der Pazifikküste von Nordamerika und in Neuseeland werden die Arten auch als Zierbäume gepflanzt. In Deutschland sind die Arten nach bisheriger Kenntnis nicht winterhart.

## Systematik
Es gibt drei Athrotaxis-Arten (oder zwei Arten und einen Bastard):
- Zypressenähnliche Schuppenfichte[4]  oder Gezähnte Schuppenfichte (Athrotaxis cupressoides D. Don): Die Blätter sind kurz (3 bis 5 mm). Die Zapfen sind klein (1 bis 1,5 cm), sie sind dicht an den Zweig gepresst. Diese Art hat ihr Areal im westlichen Tasmanien (Launceston, Lake Saint Clair, Mount Field Nationalpark) in Höhenlagen zwischen 640 und 1067 Meter. Das älteste Exemplar der Art ist etwa 1000 Jahre alt.
- Sichelförmige Schuppenfichte[4]  (Athrotaxis selaginoides D. Don): Die Blätter sind länger als bei den anderen Arten (8 bis 14 mm), sie stehen vom Zweig ab. Die Zapfen sind größer als bei den anderen Arten (2 bis 3 cm). Ihr Areal erstreckt sich von den Bergregionen des Zentralplateaus bis zur Westküste Tasmaniens, in Höhenlagen zwischen 914 und 1219 m ü. NN. Der älteste lebende Baum dieser Art ist 777 Jahre alt. Das Holz ist sehr weich mit feiner Maserung, es ist sehr lange haltbar und witterungsbeständig. Es wurde im Bootsbau, für Schindeln und zum Bau von Klangkörpern von Musikinstrumenten benutzt.
- Bebänderte Schuppenfichte[4]  (Athrotaxis × laxifolia Hook.): Es ist ein Bastard aus Athrotaxis cupressoides × Athrotaxis selaginoides. Die Blätter sind kurz (4 bis 7 mm), sie stehen vom Zweig ab. Die Zapfen liegen in Größe und Aussehen zwischen ihren beiden Elternarten (1,5 bis 2,5 cm). Sie wachsen in Höhenlagen zwischen 900 und 1200 m ü. NN. Der älteste bekannte Baum dieser Art ist 1300 Jahre alt. Das Holz ist weich und rötlich.